# 波氏原燈籠魚
波氏原燈籠魚（学名：Protomyctophum bolini）为輻鰭魚綱燈籠魚目灯笼鱼科的其中一種。分布于南半球亞熱帶至南極間海域，為深海魚類，棲息深度364-728公尺，體長可達6.7公分，以橈腳類為食。

## 扩展阅读
維基物種上的相關：波氏原燈籠魚